# Argyrodes miniaceus
Argyrodes miniaceus är en spindelart som först beskrevs av Carl Ludwig Doleschall 1857.  Argyrodes miniaceus ingår i släktet Argyrodes och familjen klotspindlar. Inga underarter finns listade i Catalogue of Life.

## Bildgalleri

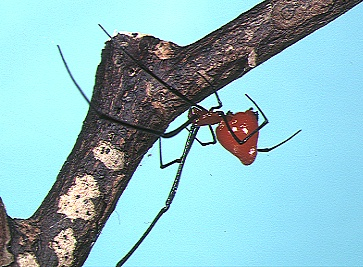